# Jeunesse étudiante chrétienne
Pour les articles homonymes, voir JEC (homonymie).
Ne pas confondre avec le groupe industriel JEC.
La Jeunesse étudiante chrétienne (JEC), est un mouvement de jeunesse et d'éducation populaire. La JEC française est membre d'une coordination européenne (JECI-MIEC) et d'un mouvement international (JECI- IYCS). Ses membres sont appelés les « jécistes ».

## Histoire

### De la naissance à la Seconde Guerre mondiale
Dans la mouvance du catholicisme social, la JEC née en 1929, et la JECF (Jeunesse étudiante chrétienne féminine) l'année suivante, en 1930. 
Elle est d'abord constituée par des étudiants issus de l'Association catholique de la jeunesse française (ACJF) qui s'inspire de la Jeunesse ouvrière chrétienne (JOC) de l'abbé Joseph Cardijn, pour mettre en œuvre un apostolat mené « par les étudiants pour les étudiants ». Parmi les fondateurs on retrouve des cadres de l'ACJF : Louis Chaudron, étudiant agrégé, et Paul Vignaux, étudiant à l'École normale supérieure.
Le mouvement s'organise en branches spécialisées. La branche des plus jeunes, les Cadets, est notamment créée et dirigée par le futur journaliste de montagne Philippe Gaussot. Auteur d'un manuel de pédagogie de la branche et d'une dizaine de Carnets de route, ce dernier a laissé de très nombreuses photos, notamment des camps et des randonnées organisés dans les années 1930 et 1940 pour les jeunes de la JEC.
En 1933, Juliette Payet, professeur d’Histoire-Géographie fonde avec l'aumônier national de la JEC, le père Eugène Roche, le camp de lycéennes de Pralognan. Viendront ensuite les camps de Vallorcine pour la JECF mais aussi Barèges pour les garçons. Comme d'autres mouvements de jeunesses à la même époque, les camps deviennent un moment fort mais facilitent également la formation des cadres. Après la Seconde Guerre mondiale, des camps internationaux d’étudiantes, toujours à « Pralo » ou Vallorcine, regroupent des jeunes françaises et allemandes dans un esprit de paix et de rapprochement des peuples.
Le mouvement connaît une première « crise » en 1933. 
Dès 1935, la JEC, s'oppose au nazisme.
Elle connaît un essor rapide : en 1936, sa première rencontre nationale accueille 4 000 participants.
Pendant l'Occupation de la France par l'Allemagne, les réseaux de la JEC et JECF sont actifs dans la Résistance.
Des personnalités comme Maurice-René Simonnet se mobilisent, après la défaite de 1940, pour que les associations catholiques de masse ne tombent pas sous la coupe du régime de Vichy, qu'il combat d'abord par la propagande. Ils sont nombreuses et nombreux, on peut citer Jean Verlhac, Germaine Ribière...
Dans un témoignage, Yves-Marie Hilaire déclare : « La JEC diffusait une information non contrôlée par le gouvernement de Vichy. Ainsi, en août 1941, dans la montagne ariégeoise, des disciples bordelais du père Dieuzaide nous ont mis en garde contre Maurras et l'Action française ». Le journal de l'Action française cite lui-même (en la critiquant) une circulaire jéciste datant du 20 novembre 1942 : « Attitude à prendre par les mouvements d'Action Catholique de Jeunesse dans les circonstances actuelles ». Le premier point affirme : « Il semble bien qu'à l'heure actuelle, il n'existe plus aucun devoir de loyalisme certain envers le Gouvernement de Vichy. […] Depuis le mois d'avril le Gouvernement n'est plus entièrement libre… [il] agit […] sous la pression d'une puissance étrangère… Il suffit de citer l'affaire des Juifs et surtout la lamentable affaire de la Relève ».
De nombreux militants jécistes sont fusillés par les Allemands, dont Gilbert Dru, Pierre Alviset (fusillé le 16 août 1944), Jean Gay, Jean Desfarges et Jean-Pierre Dudraisil (fusillés de la cascade du bois de Boulogne en août 1944).

### Durant l'après-guerre
En 1946, la JEC est partie prenante de l'élaboration de la Charte de Grenoble, qui stipule que « l'étudiant est un jeune travailleur intellectuel », ce qui « selon une idée de la JEC, pourrait justifier un 'pré-salaire' » (Y-M Hilaire).
Entre 1955 et 1969, plusieurs branches se développent avec des dynamiques propres : lycées (JEC), classes préparatoires aux grandes écoles (JEC-prépas), universités (JEC-U).

#### Guerre d'Algérie et la première crise de la JEC
Pendant la guerre d'Algérie, les désaccords se confirmant, l’équipe dirigeante de la JEC démissionne le 12 mai 1957 pour n’avoir ni à abandonner ses positions, ni à rompre par une désobéissance ouverte avec la hiérarchie à l’intérieur de l’Église.
Parmi ces dirigeants démissionnaires de la JEC, Robert Chapuis, vice-président outre-mer au bureau national de l’UNEF en 1955/ 1956, tandis que François Borella qui s’était engagé à la JEC en 1944, incarne le changement de majorité au conseil d’administration de l'UNEF, du 1er juillet 1956, dont il est élu président, le syndicat étudiant prenant position pour le rétablissement des relations avec l’organisation des étudiants algériens, l’Union générale des étudiants musulmans algériens (UGEMA). Les deux dernières années de la guerre voient converger la montée de la lutte des Algériens en France, l'aspiration croissante à la paix d'une population peu désireuse d'envoyer ses enfants au « casse-pipes », aspiration décuplée chez les étudiants, des années aussi marquées par la radicalisation des forces répressives (Journée du 17 octobre 1961, massacre au métro Charonne) et des ultras de l'Algérie française.
Le Front universitaire antifasciste, fondé en 1961, réunissait des militants de la gauche de l’UEC mais comprenait aussi en son sein un certain nombre d’étudiants du PSU et de la Jeunesse étudiante chrétienne. 

### L'évolution à partir de 1963-1964
Dans les années 1960, alors qu'elle est très influente au sein de l'UNEF, la JEC prend position contre la guerre en Algérie. Pendant ce conflit, la JEC s'illustre en dénonçant l'utilisation de la torture et en militant pour l'autodétermination du peuple algérien.
Depuis 1963 les dirigeants du Conseil national de la JECF, qui se réunit au 18 de Saint-Germain, insistent davantage sur l’aspect action. Au Conseil national de la JECF, en 1964, on invoque la nécessité de prendre en charge toutes les dimensions des problèmes des jeunes.
Les prises de positions du mouvement et la politisation de la branche étudiante engendrent des tensions en interne, mais également avec l'épiscopat, en particulier sur la question du "mandat" donné par l'Église aux mouvements d'Action catholique comme la JEC/JECF.
L’épiscopat, craint alors que l’action prenne le pas sur la mission évangélisatrice. Au point qu’en 1964 la démission de Henri Nallet, secrétaire général de la JEC, est demandée par Mgr Pirollet. Il est remplacé au poste de secrétaire général par Pierre Le Strat.

### Les démissions imposées en mars 1965: la seconde crise de la JEC
Le 20 et 21 mars 1965, les équipes nationales se réunissent, pour mener une réflexion en vue de la campagne d'année 1965-1966, et pour débattre de la nature du mouvement. Le texte finalement adopté ne fait pas l'unanimité au sein de l'équipe dirigeante, une importante minorité menée par le secrétaire général adjoint Pierre Vanlerenberghe et le trésorier le rejette. D'autant plus que ce texte a été récusé par les évêques quelques jours plus tôt.
Quelques jours plus tard, Mgr Veuillot, président de la commission épiscopale du Monde Scolaire et Universitaire (CEMSU), mandaté par le Conseil permanent de l’Épiscopat, intervient, la situation au sein du secrétariat général étant bloquée. Après de longs débats, il pose cinq questions aux Secrétaires Nationaux de la JEC et de la JECF. À la suite d’une réponse négative de la majorité des équipes dirigeantes garçons et filles (13 contre 10 à la JEC, 12 contre 6 à la JECF), la hiérarchie exige la démission des opposants.
Le débat est public, avec des lettres collectives publiées dans la presse nationale,,,.
L'équipe en place de la JEC refusant de laisser sa place, réclame que les secrétaires fédéraux se prononcent les 8 et 9 avril, lors d'un comité national, nouvelle instance de délibération créée l'année précédente. Les minoritaires qui avaient la confiance d'une grande partie des départements et avaient reçu celle des évêques, convoquent un Conseil national (l'équivalent d'un congrès, seule instance décisionnaire) pour le début mai ,
Marie-Thérèse Saboureau et Pierre Le Strat, respectivement secrétaire national de la JECF et de la JEC, ainsi que la moitié de l'équipe nationale masculine mais la grande majorité de l'équipe nationale de la JECF, démissionnent à l'issue du comité national le 9 avril 1965. Le Conseil National convoqué par les "minoritaires" élit Pierre Vanlerenberghe à la tête de la JEC le 5 mai 1965. La JEC n'eut alors à connaître que de rares démissions de fédéraux, c'est-à-dire de responsables départementaux.
Certains démissionnaires nationaux constituent alors une nouvelle organisation, indépendante de la hiérarchie : la JUC (Jeunesse universitaire chrétienne).
Le secrétariat général de la JECF est repris par Marie-Dominique Duvivier en septembre 1965. Dès cette rentrée, JEC et JECF, travaillent de concert, la Campagne d'année est commune, les journaux fusionnent. Les Conseils nationaux des deux organisations à Pâque 1966 furent communs et y fut décidée la fusion des deux mouvements, les deux secrétaires généraux devenant coprésidents de la nouvelle organisation.

#### Le contexte de 1965
À partir du milieu des années 1960, dans le sillage de la guerre d'Algérie et d'évolutions sociales, ce sont tous les mouvements de jeunesse en général qui se transforment en lieux de contestation.
Au même moment ou peu avant, les jeunes protestants qui animent la revue Le Semeur, très engagés dans le progressisme et le tiers-mondisme, subissent également une reprise en main .
Des jeunes de l'Union des étudiants communistes font de même que quelques mois plus tard, avec la création de la Jeunesse communiste révolutionnaire le 2 avril 1966 puis de l'UJCml (maoïste) par un congrès de janvier-février 1967.
Plusieurs dirigeants de la JEC seront également les fondateurs, comme Henri Nallet ou Nicolas Boulte, du Centre de recherche et d'intervention révolutionnaire, l'un des groupes de réflexion à l'origine de Mai 68 qui a servi de point de jonction entre les militants catholiques, protestants et athées et d'éditeur d'analyses politiques et sociales.

#### Naissance de la Mission Étudiante
En septembre 1966, la nouvelle direction de la JEC s'oppose à son tour à la hiérarchie, qui lui impose la fusion de sa branche universitaire (qui prend alors le nom d'Action catholique universitaire / ACU) avec la Fédération française des étudiants catholiques, pour donner naissance à la Mission étudiante. Privée de sa branche universitaire, la JEC déjà affaiblie par les crises successives, perd un précieux vivier de cadres.

### Mai 68 et après
En avril 1968, les dirigeants de la JEC/JECF se retrouvent à Limoges, pour faire le point alors que la seconde "crise" du mouvement semble à peine éteinte. De nouvelles équipes nationales, présidées par Jacques Vercamen (à partir de 1966) et Thérèse Savès (à partir de 1967), s’emploient à faire revivre les mouvements sur des bases moins politiques.
Mais le mouvement de Mai 68, qui marque une politisation très forte des jeunes en général, n'épargne pas les jeunes chrétiens. Nicolas Boulte, par exemple, ancien secrétaire général de la JEC et secrétaire du Comité Viêtnam national, proche de la JCR, est arrêté le 22 mars 1968. Sa libération sera l'une des revendications du mouvement étudiant (notamment par le Mouvement du 22-Mars de Nanterre).
Le 11 mai, la JEC publie un communiqué pour dénoncer le gouvernement qui a "une grave responsabilité dans le développement de la violence". Puis le 15 mai, dans Message, la revue du mouvement, deux secrétaires nationaux signent un articule intitulé "Nous refusons d'être sages".
Les départs de 1965, la crise qui s'ensuivra ainsi que le mouvement contestataire de Mai 68 laissent des traces profondes : alors qu’en 1965, il y a 20 000 membres à la JEC, ils ne sont plus à la fin de la décennie que 10 000 dans les lycées et universités
Le Conseil National d'Amiens en 1970, le premier depuis les événements, est une manifestation significative d'une nouvelle politisation du mouvement dans sa vision de la société à construire. Mais contrairement à ce qui s'était passé en 1957 et 1964, la hiérarchie catholique adopte alors une attitude souple et volontairement discrète.
L'équipe nationale de 1970 signe "de la colère à l'espérance" (éditions du Cerf), un livre préfacé par Vie Nouvelle et Mouvement Témoignage Chrétien.
À son Conseil National de 1973 à Orléans (reporté de l'année précédente), la JEC semble chercher sa voie, mais réaffirme néanmoins l'identité chrétienne du mouvement.
Un nouveau journal est lancé en 1977 : Aristide Infos.
Les années 1980 constituent une époque de restructuration menée sous la houlette d'Anne Ponce puis Pierre Duhau-Laurent. En 1980, l'équipe nationale propose une lecture de la première lettre de Paul aux Thessaloniciens intitulée Ces chrétiens d'avant les évangiles (éditions Le Centurion).
Le mouvement doit faire face aux mutations qui affecte la société française ces dernières décennies. L'équipe nationale devient décentralisée en 1988. L'année suivante se déroule la première Rencontre Nationale des Animateurs à Toulouse.

## La JEC aujourd'hui
La JEC a fêté en 2019 ses 90 ans. Elle a entamé en même temps un travail pour définir ses nouvelles orientations pour les années à venir.

### Pédagogie
Les équipes fonctionnent à partir d'une démarche d'éducation populaire fondée sur le « Voir Juger Agir ». Les sujets abordés se rapportent à l'un des quatre « piliers » du mouvement : École, Église, Société et International
La JEC pousse également les équipes à réfléchir à des actions de « transformation sociale » visant à améliorer les différents lieux de vie de chacun (écoles, quartier, université), tout en permettant de faire une expérience de « vivre ensemble ».
Un thème de réflexion est proposé chaque année.
Action d'année en 2005–2006, « des hommes et des barreaux », réflexion sur le système pénitentiaire et la réalité carcérale.
En 2006–2007, "Engagement et politique".
La Campagne d'année 2007–2009 s'ouvre vers l'international et a pour thème : « Jeunes, en France ou ailleurs, quel est ton mode de vie ? »
La campagne d'année 2010–2012 avait pour thème « La solidarité à l'étude ».
Pour 2012-2013 : "Choisir d'étudier autrement"
Pour 2014-2015, les jécistes réunis en Assemblée Générale ont décidé de travailler sur "Aimons et Vivons la diversité ".
Pour 2015-2016, la proposition était d'être "tous J'ECocitoyens !", un thème en lien avec l'encyclique papale Laudato si' et la tenue de la COP 21 en France.
La campagne de 2016-2017 continue à poser les questions d'avenir, mais dans tous les domaines en posant la question "Quel monde pour demain ?".
En 2019-2020 la JEC a proposé aux équipes le thème : "Osons rêver !".
Lors de l'Assemblée Générale de juin 2020, les délégués ont choisi pour 2020-2021 le thème d'année inspiré de l'évangile de Marc (2,1-12) : "Lève-toi et marche !".
La JEC propose des outils pour animer des quinzaines des délégués de classe en collèges et lycées, avant les élections des délégués. Des temps forts sont par ailleurs organisés au niveau fédéral comme au niveau national.

### Organisation
Association de jeunes, par et pour les jeunes : collégiens, lycéens pour l'essentiel, et étudiants répartis dans des équipes de base, qui sont regroupées en fédérations. Elles sont présentes en Normandie, en Lorraine, en Alsace, dans le Nord et le Pas-de-Calais, en Île-de-France, en Midi-Pyrénées, en Pays-de-Loire. Des équipes sont en création à Lyon, Marseille, Toulouse, Bordeaux…
Elle trouve son unité dans l'équipe nationale, qui regroupe plusieurs membres bénévoles de différentes fédérations, majoritairement étudiants ou lycéens, épaulés par un accompagnateur national.

### Collaborations
La JEC est membre du CCFD-Terre Solidaire, qui réunit différents mouvements et services de jeunesse, membres du CCFD-Terre Solidaire. Elle a été à l'initiative de travaux inter-mouvements comme le Laboratoire Pédagogique, créé en 2004, qui avait pour objectif de favoriser la rencontre de mouvements de jeunes chrétiens : JEC, JOC, MRJC, Service Jeunes de la Mission de France, CCFD-Terre Solidaire, et de créer des outils d'animation communs pour les animateurs des équipes locales. En 1999 elle est membre fondatrice de la Fédération des Réseaux du Parvis. Elle rejoint en 2015 la plateforme ecclésiale pour le service civique où se retrouvent de nombreux acteurs plus ou moins proches de l'institution Église catholique. La JEC participe à l'élaboration de la revue Initiales. La JEC fait partie aussi de la démarche "Promesse d’Église".

## Personnalités de la JEC
On compte ainsi parmi les anciens jécistes de nombreuses personnes ayant pris des responsabilités là où elles vivent, dans des domaines très divers. Parmi les anciens jécistes on trouve des résistants pendant dans la seconde guerre mondiale, mais aussi de grandes figures du monde politique, syndical, médiatique, religieux, universitaire ou associatif, parmi lesquelles : Pascal Lamy, Joseph Fontanet, Louis Bertagna, Gilbert Dru (mort en 1944), Maurice-René Simonnet, Louis Althusser, François Mitterrand, René Dosière, Louis Estrangin, Germaine Ribière, Pierre Alviset (fusillé le 16 août 1944), Gay Jean, Desfarges Jean et Dudraisil Jean (tués à la cascade du Bois de Boulogne en août 1944), Vanlaer Jacques, Molière Paul, Reigner David, René Rémond, Patrick Viveret, Pierre Rosanvallon, Geneviève Latreille, Robert Chapuis, Jean-Marie Lustiger, Antoine Spire, Jean-Pierre Sueur, André de Peretti, Georges Montaron, Christophe Hondelatte, Claude-François Jullien, Roger-Henri Guerrand, Pierre Vanlerenberghe, Jean-Yves Le Drian, Plantu, Philippe Gaussot, Philippe Meirieu, Jacques Bugnicourt, Jacques Duquesne, Philippe Séguin, Paul Kaya ou encore Simone Monet-Chartrand, Germaine Ribière, Jean Verlhac…
Concernant la génération née autour des années 1930, l'ancien jéciste Gérard Cholvy écrit en 1994 : « On a du mal à compter pour la seule histoire contemporaine et dans les chaires des Universités de France le nombre des anciens jécistes »[réf. nécessaire].

## Au Canada français: la Jeunesse étudiante catholique
La JEC (appelée ici « Jeunesse étudiante catholique ») est introduite dans le Canada français en 1935, trois après la fondation de la Jeunesse ouvrière catholique (JOC) du Canada, par les pères de Sainte-Croix. Elle fait alors concurrence à une organisation jeunesse catholique antérieure, fondée en 1904 sous la houlette des Jésuites, l'Association catholique de la jeunesse canadienne-française (ACJC). Cette dernière comporte une forte dimension politique et patriotique (à la défense des droits et de l'héritage des Canadiens français dans un Canada anglophone). La JEC, pour sa part, se dédie à l'action sociale, sans dimension politique. Officiellement, la JEC relève de l'ACJC, mais une tension subsiste entre les deux organisations, qui ont notamment chacun leur journal. C'est en 1941 que l'Assemblée des évêques consacre la séparation entre les deux organismes. La JEC établira alors sa « centrale » rue Sherbrooke, à Montréal.
En 1945, la JEC canadienne française compte environ 20 000 membres. Parmi ceux qui se démarqueront, on peut citer Gérard Pelletier, Jeanne Sauvé, Claude Ryan et Guy Rocher.

### Archives
Les fonds d'archives des différentes JEC dans le monde se trouvent en différents lieux, celui de la Fonds Jeunesse étudiante catholique (P65) du Québec est conservé au centre d'archives de Montréal de Bibliothèque et Archives nationales du Québec. Les archives de la JECI sont à La contemporaine à Nanterre (Inventaire du fonds d'archives). Les archives de la JEC sont au CNAEF , les archives de l'Eglise de France.